# Ormosia nippoalpina
Ormosia nippoalpina là một loài ruồi trong họ Limoniidae. Chúng phân bố ở miền Cổ bắc.